# IC 258
IC 258 је спирална галаксија у сазвјежђу Персеј која се налази на листи објеката дубоког неба у Индекс каталогу.
Деклинација објекта је + 41° 3' 7" а ректасцензија 2h 49m 45,9s. Привидна величина (магнитуда) објекта IC 258 износи 14,7 а фотографска магнитуда 15,6. IC 258 је још познат и под ознакама UGC 2306, CGCG 539-107, KCPG 79B, PGC 10730.